# 非常議會 (1689年)
非常議會（英語：Convention Parliament）是指在1689年1月22日至2月12日間召開英格蘭國會會議。在這次會議中，宣布英格蘭王國和愛爾蘭王國國王詹姆士二世退位，並決定把兩個王國的王位轉交給威廉三世和瑪麗二世繼位。1689年3月，蘇格蘭王國召開蘇格蘭貴族大會議 (1689年)，並通過《權利宣言》，同樣確認把王位授予給威廉三世和瑪麗二世。